# ブレンヴィーン
ブレンヴィーン（スウェーデン語：brännvin、ノルウェー語：brennevin、フィンランド語：(palo)viina）は、ジャガイモや穀物から作られる蒸留酒であり、風味を着けたものと着けないものがある。かつては木のセルロースでも作られていた。ブレンヴィンには、アクアビットとウォッカも含まれる。

## 概要
ブレンヴィーンという名称は"燃えるワイン"を意味する。この飲料の蒸留方法を"燃焼（bränna）"と呼ぶことがあるためである。この単語は言語学的にはブランディワインの短縮形である英語のブランデーや元々北欧のブレンヴィンと同じ意味だったドイツ語のブラントヴァインと語源を同じくする。
しかし近代のドイツではブラントヴァインは財務の用語であり、熟成又は非熟成の蒸留ワイン製品にのみ使われる（しかしこれはブドウから作られるブランデーのみを指すのではなく他の果実から作られる蒸留ワインにも使われる）。ドイツの法律では、何がブラントヴァインとして課税されるかを規定しており、ビール、スパークリングワイン、飲用以外のアルコールを含まない。この用語と非常に似た言葉に熟成されたブドウから作られたブランデーを指す正式なドイツの用語であるヴァインブラントがある。
"ブレンヴィーン"あるいは"ヴィーナ"という商標の飲料は、通常は風味が着いていないアルコール度数が30から38%の蒸留酒を指す。EUの規定では"ウォッカ"という名称を名乗るには最高95%まで、最低でも最終含有量が37.5%なくてはならないことになっている。
フィンランドでは元来ロシア語のウォッカは他国産のウォッカのことを示し、常に国産のウォッカはヴィーナに含まれる。1958年以前にはウォッカという語はスウェーデン産のウォッカを指す語としても使用されなかった。
アイスランドには、ブレニヴィーンというデンマークやスウェーデンのアクアビットに似た蒸留酒がある。

## ブレンヴィン／ヴィーナのブランド
- ブレニヴィーン（Brennivín）
- コスケンコルヴァ・ヴィーナ（Koskenkorva Viina）